# 索克塞罗特
索克塞罗特（法語：Saulxerotte）是法国默尔特-摩泽尔省的一个市镇，位于该省西南部，属于图勒区。该市镇总面积3.15平方公里，2009年时的人口为84人。

## 人口
索克塞罗特人口变化图示